# Corynorhynchus hispidulus
Corynorhynchus hispidulus är en insektsart som beskrevs av Brunner von Wattenwyl 1890. Corynorhynchus hispidulus ingår i släktet Corynorhynchus och familjen Proscopiidae. Inga underarter finns listade i Catalogue of Life.